# Kurt Julius Goldstein
Kurt Julius Goldstein (Alt-Scharnhorst, 1914. november 3. – Berlin, 2007. szeptember 24.) német újságíró.
Zsidó családba született Dortmund egyik külvárosában. 1928-ban kezdett politizálni, de a náci hatalomátvétel után menekülnie kellett, feleségével előbb Luxemburgba, majd Franciaországba mentek. 1935-ben a brit mandátum alatt álló Palesztinába költöztek.
Egy évvel később kitört a spanyol polgárháború, sok német kommunista, így Goldstein is csatába szállt. Miután a köztársaságiak elvesztették a háborút, kalandos úton az auschwitzi koncentrációs táborba került, ahol 30 napot töltött. A tábor felszabadítása után az NDK-ba költözött, de a politizálást már nem folytatta.